# Custódio de Sousa Pinto
Custódio de Sousa Pinto, primeiro e único barão de Ingaí (? — Lavras, 6 de outubro de 1897) foi um nobre brasileiro. Foi agraciado barão em 25 de setembro de 1889. 
Era dono de várias fazendas, dentre as quais a fazenda Fortaleza, em Lavras, e a fazenda Matosinhos, em Bicas, próximo a Juiz de Fora. Desposou Emerenciana Cândida de Andrade, com quem não gerou descendência, e mais tarde com Francisca de Paula de Andrade, que tornar-se-ia baronesa através do casamento. Da segunda união, nasceram Custódio de Souza Pinto Filho, Francisco Antonio de Souza Reis, Olímpio Pinto Reis, Eponina de Andrade e Íria de Andrade.